# GMC・サイクロン
サイクロン（Syclone）は、ゼネラルモーターズがGMCブランドで生産していたピックアップトラック。GMC S-10の前身であるソノマのハイパフォーマンスバージョンとしてプロダクション・オートモーティブ・システムズ（Production Automotive Systems）で1991年から1992年に生産された。

## 概要
1990年にユタ州のボンネビル・スピードウェイで開催されたボンネビル・ナショナル・スピードトライアルでピックアップトラックの世界最高速記録に挑み、時速210マイル（約336 km/h）を記録したGMCがホモロゲーションを取得すべく開発・生産されたのがサイクロン。2年間に僅か2,998台が生産されただけのため、世界的に希少価値が高い。
ピックアップトラックとしては過剰ともいえる動力性能を持ち、市販状態でも停止状態から時速60マイル（約96 km/h）までの発進加速が4秒台、SS1/4マイル（ゼロヨン相当）13秒台、最高時速125マイル（約200 km/h）ということから、「フェラーリ・テスタロッサ殺し」の異名を持つ。
エンジンはシボレー・アストロの4,300 cc・V型6気筒OHVのLB4型を三菱TD06-17Cタービン＋ギャレット製水冷・空冷インタークーラーで過給、GMスモールブロックエンジンのスロットルボディ流用等のチューニングで、最高出力280 hp/4,400 rpm、最大トルク49.8 kgf-m/3,600 rpmを発揮する。これにシボレー・コルベットの4速ATが加わり、トランスファーはオールズモビル・ブラバダで採用された前軸35%/後軸65%で駆動力を配分するフルタイム四輪駆動である。
足回りはフロントがダブルウィッシュボーン＋トーションバースプリングで、リアは板バネ＋リジッドアクスルを採用、ソノマに比べて2インチのローダウンが施されている。
ブレーキはフロントがベンチレーテッドディスク、リアがデュオサーボドラムで、ABSが備わる。

## 備考
- 熱帯低気圧のサイクロンはCycloneだが、インパクトを与えるべく車名の綴りはSycloneとした。
- 市販車はすべて黒一色。
- 1992年のインディ500では3台のサイクロンがペースカーとして活躍した。
- スミソニアン博物館に一時期サイクロンが展示されていた。現在はGMCが引き取って保管している。
- サイクロンのコンポーネントは追って登場したタイフーンにもそのまま採用された。
- サイクロンの廉価バージョンとして1992年にソノマGTが登場、約800台が限定生産された。
  - エンジン：L35型4,300 ccV6NAエンジン（195 hp、サイクロンはターボ付き280 hp）
  - 駆動方式：後輪駆動（サイクロンは四輪駆動）
  - サスペンション：ローダウン未施工
  - サイクロンのエアロパーツを装着